# تدلي فطواكة
تدلي فطواكة هي قرية مغربية شمال المملكة. تنتمي تدلي فطواكة لإقليم أزيلال. تضم هذه القرية 11.883 نسمة (إحصاء 2004).